# Мезмай
Мезмай — посёлок в Апшеронском районе Краснодарского края России. Административный центр Мезмайского сельского поселения.

## География
Посёлок расположен в долине реки Курджипс при впадении в неё притока Мезмай, в горно-лесной зоне, в 35 км юго-восточнее города Апшеронск. C 1930-х годов имел связь с Апшеронском по узкоколейной железной дороге. В 2011 году железнодорожное сообщение с Мезмаем полностью прервано вследствие завала участка дороги во время оползня.

### Улицы
- пер. Железнодорожный,
- пер. Заречный,
- пер. Клубный,
- пер. Лесной,
- пер. Школьный,
- ул. Больничная,
- ул. Железнодорожная,
- ул. Заводская,
- ул. Заречная,
- ул. Клубная,
- ул. Лесная,
- ул. Нагорная,
- ул. Подгорная,
- ул. Почтовая,
- ул. Рабочая,
- ул. Речная,
- ул. Учительская,
- ул. Школьная.
- ул. Высокая

## Название
В Государственном каталоге географических названий зафиксированы следующие варианты: Курджипская, Курджипский, Мазмай, Мезмай (Курджипский).
Современное название Мезмай (адыг. Мэзмый) сложилось из двух адыгских слов — Мэз (лес) и Мые (яблоко дикое), таким образом Мезмай переводится с адыгейского как «лес диких яблок». Абадзехи называли поселение адыг. Мезмей — «земля лесов».

## Население
| 2002 | 2010 |
| ---- | ---- |
| 732  | ↗774 |

## Экономика
Мезмай активно развивается как центр горного туризма. В окрестностях посёлка — множество природных достопримечательностей (водопады, пещеры, каньоны и пр.).
В Мезмае находится памятник истории и культуры федерального значения «Грунтовый некрополь римского времени (Мезмайский могильник)» — северо-западная окраина посёлка.
Наблюдательная база астрофизической обсерватории КубГУ.

## Достопримечательности
- Памятники природы. Недалеко от поселка находится древняя стоянка первобытных людей — Мезмайская пещера, в которой в 1993 г. найден отлично сохранившийся скелет неандертальского младенца, из костей которого впоследствии удалось извлечь ДНК[9]. Здесь также есть уникальные памятники природы: водопады Университетский и Яворовый, пещеры Красивая, Монахова, Пикетная, Мезмайское ущелье, урочище Иванова Поляна, каньон рек Курджипс и  Цице[10].
- Этнографический музей «Традиционные народные ремесла Кубани». В коллекциях музея, работа по сбору и формированию которых началась в 1998 году, представлено более 2000 подлинных предметов и фотографий XIX-XX веков. Музей представляет собой архитектурно-этнографический комплекс, состоящий из нескольких разделов, центральным из которых является архитектурно-этнографический музей-мастерская «Кузнечное дело Кубани». На его базе и детской школы традиционных ремесел Кубани ежегодно проходит фестиваль-мастерская «Кузнечное дело Кубани». В 2018 году он стал юбилейным — десятым[11].

## Галерея
- Вид с Орлиных Полок на поселок Мезмай
- Улицы Мезмая
- Дома
- Железная дорога
- Церковь
- Разрушенный дольмен около посёлка